# Mortale (singolo)
Mortale è un singolo del rapper italiano Nayt, pubblicato l'8 ottobre 2021 come primo estratto dal sesto album in studio Doom.

## Tracce
1. Mortale – 3:06